# Університет Маккуорі
Університет Маккуорі (англ. Macquarie University — державний університет в Австралії. Був заснований урядом Нового Південного Уельсу як третій університет Сіднея 1964 року.
Головний кампус університету Маккуорі розташований у районі Маккуорі-Парк, північному передмісті Сіднея, за 16 кілометрів на північний захід від Центрального ділового району міста та займає площу 126 га. Символом університету є маяк Маккуорі, перший маяк Австралії.

## Факультети
- Факультет мистецтв
- Факультет бізнесу та економіки
- Факультет гуманітарних наук
- Факультет медицини та медичних наук
- Факультет науки та техніки

Науково-дослідні центри, школи та інститути, пов'язані з університетом:
- Вища школа менеджменту
- Австралійський науково-дослідний інститут довкілля та сталого розвитку
- Університетська лікарня

## Галерея

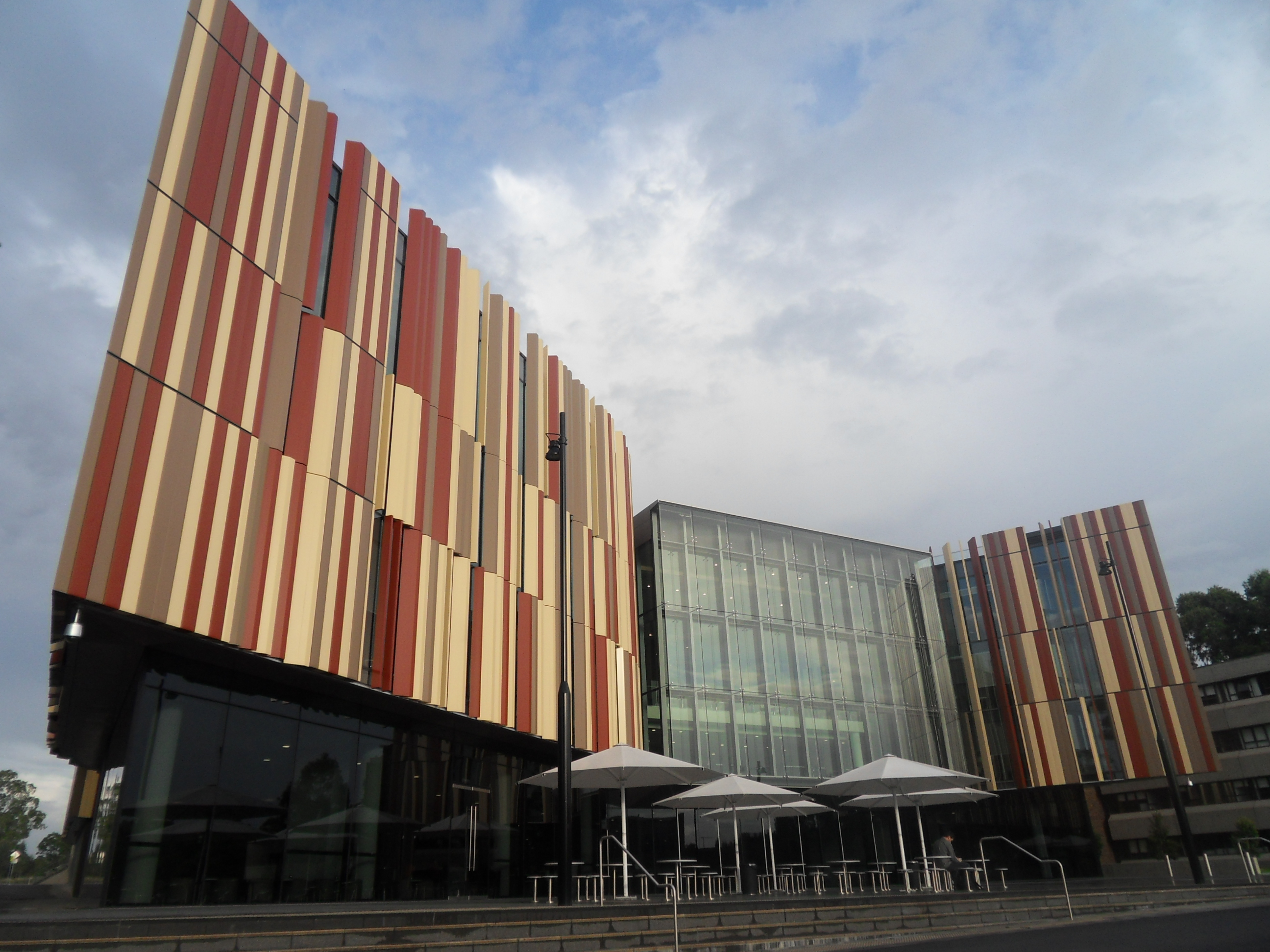
Університетська бібліотека
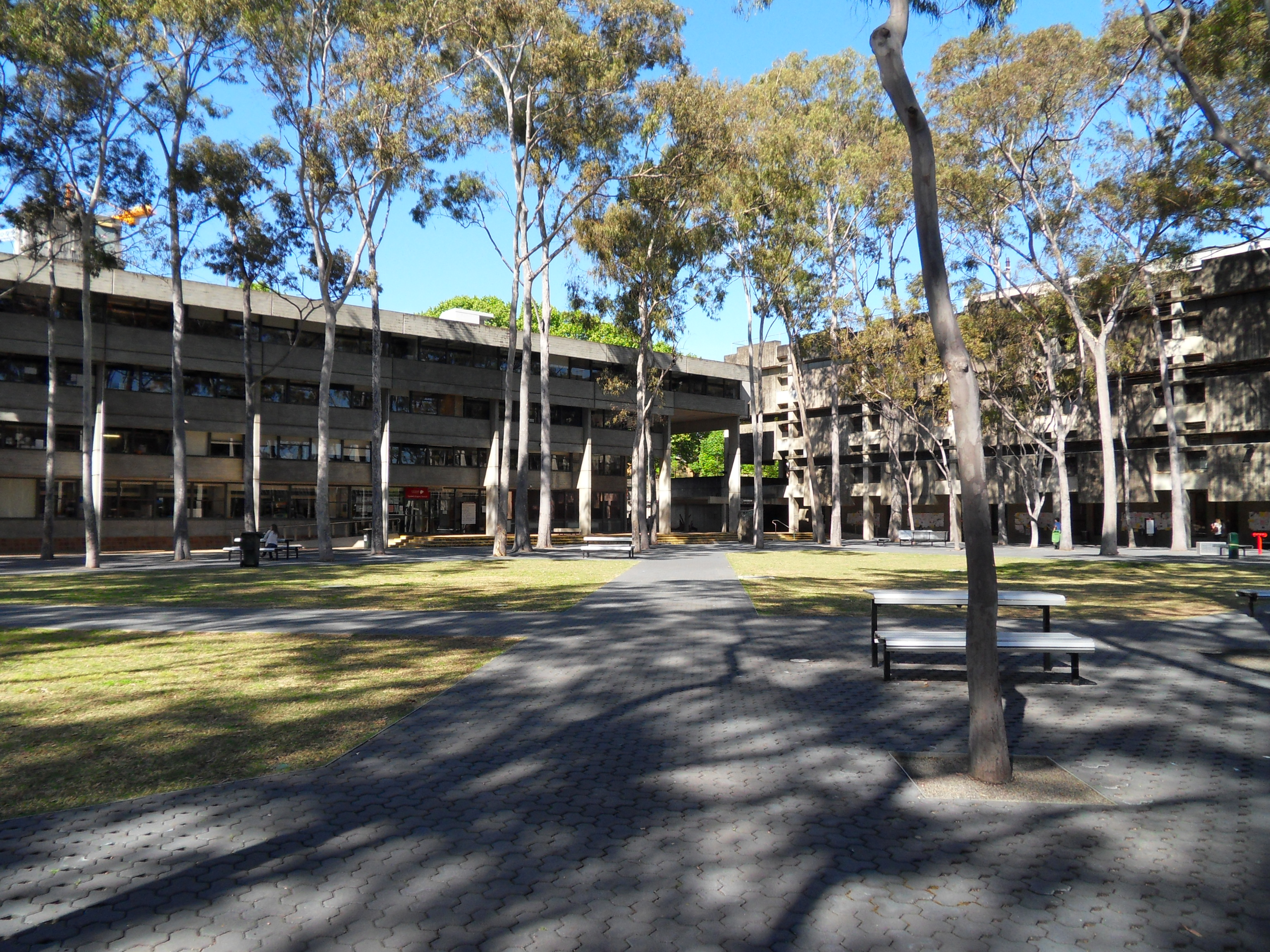
Центральний двір університету
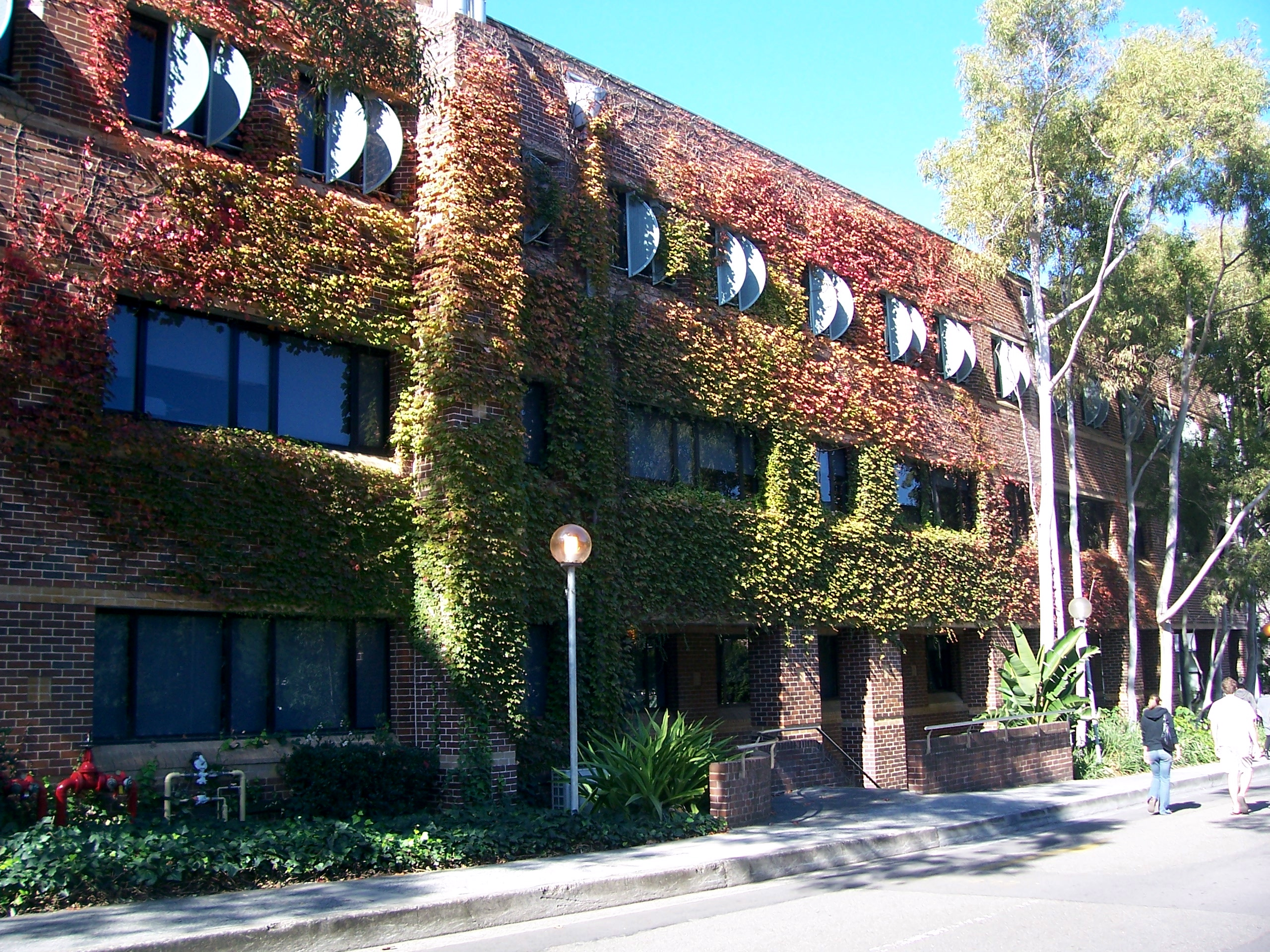
Будівля інформатики
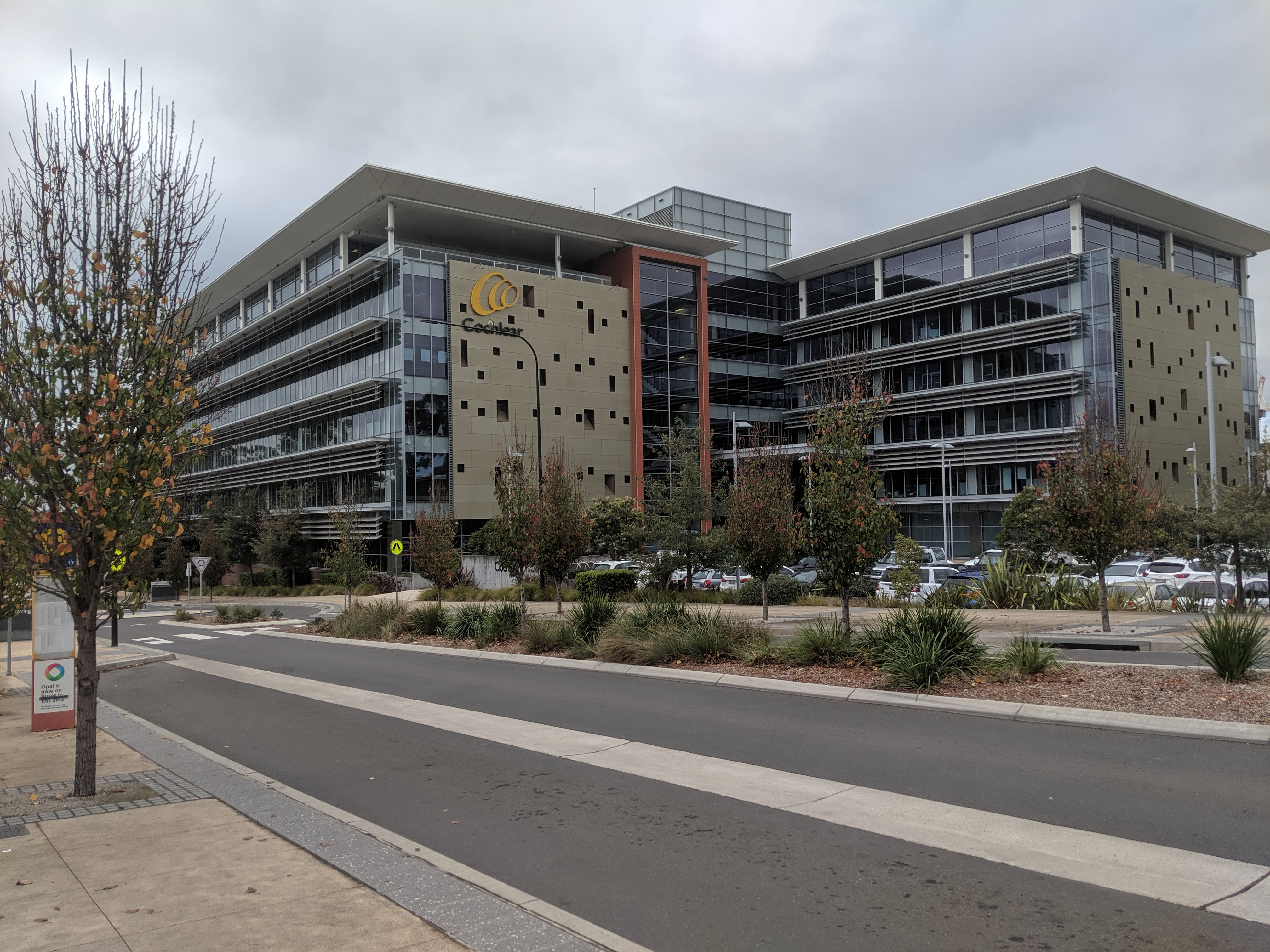
Кочлер-Білдінг
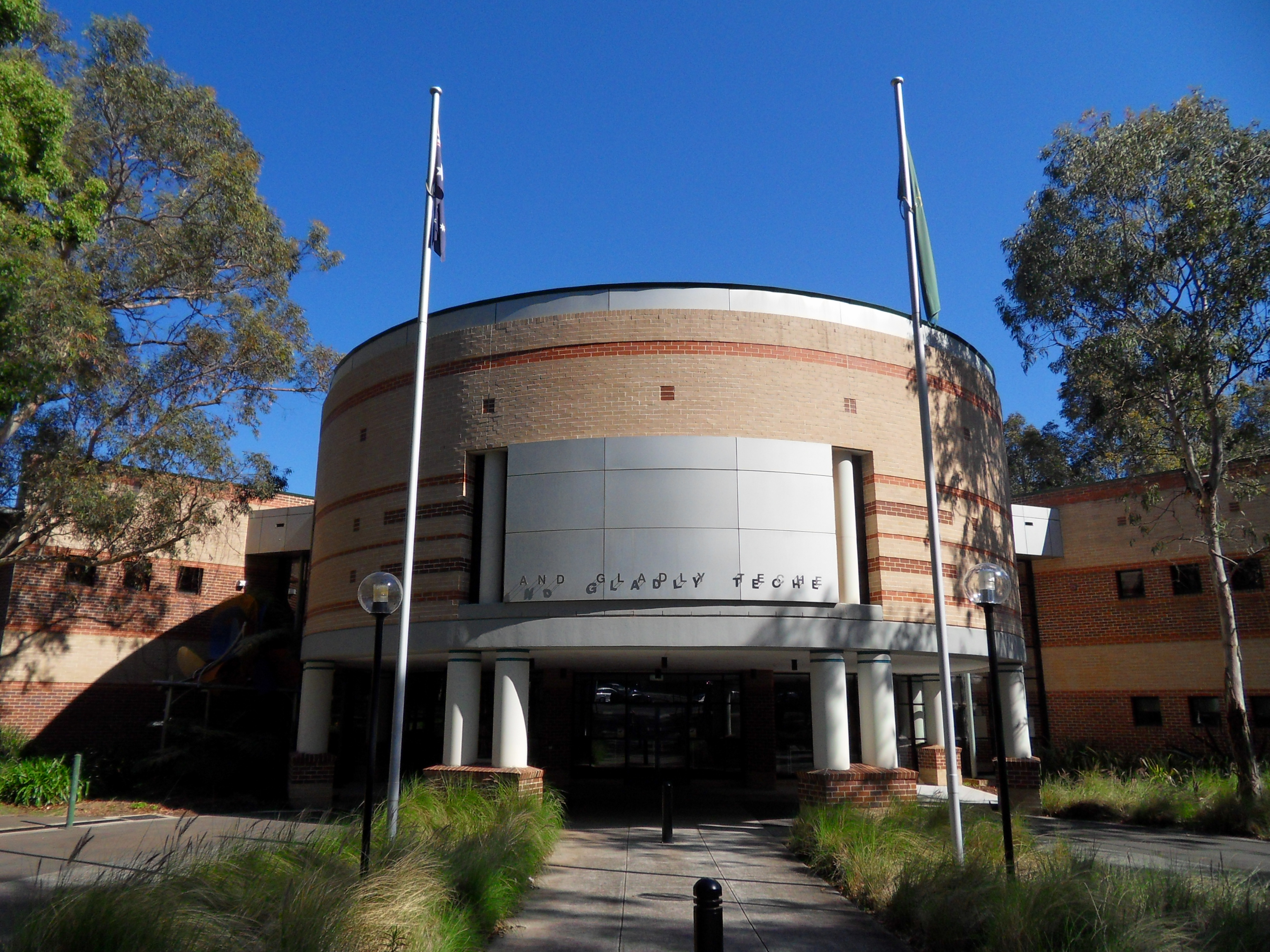
Художня галерея університету Маккуорі
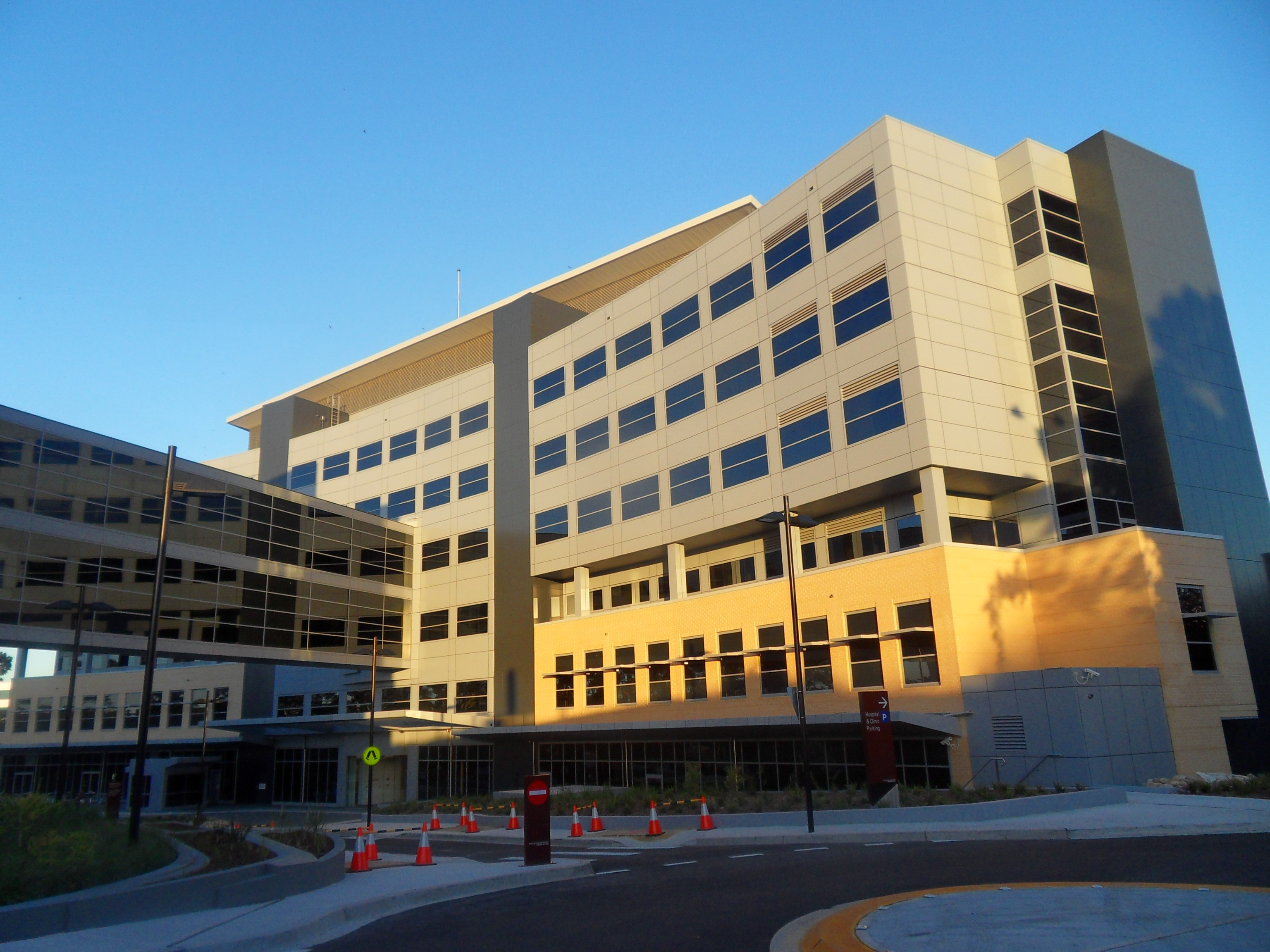
Університетська лікарня
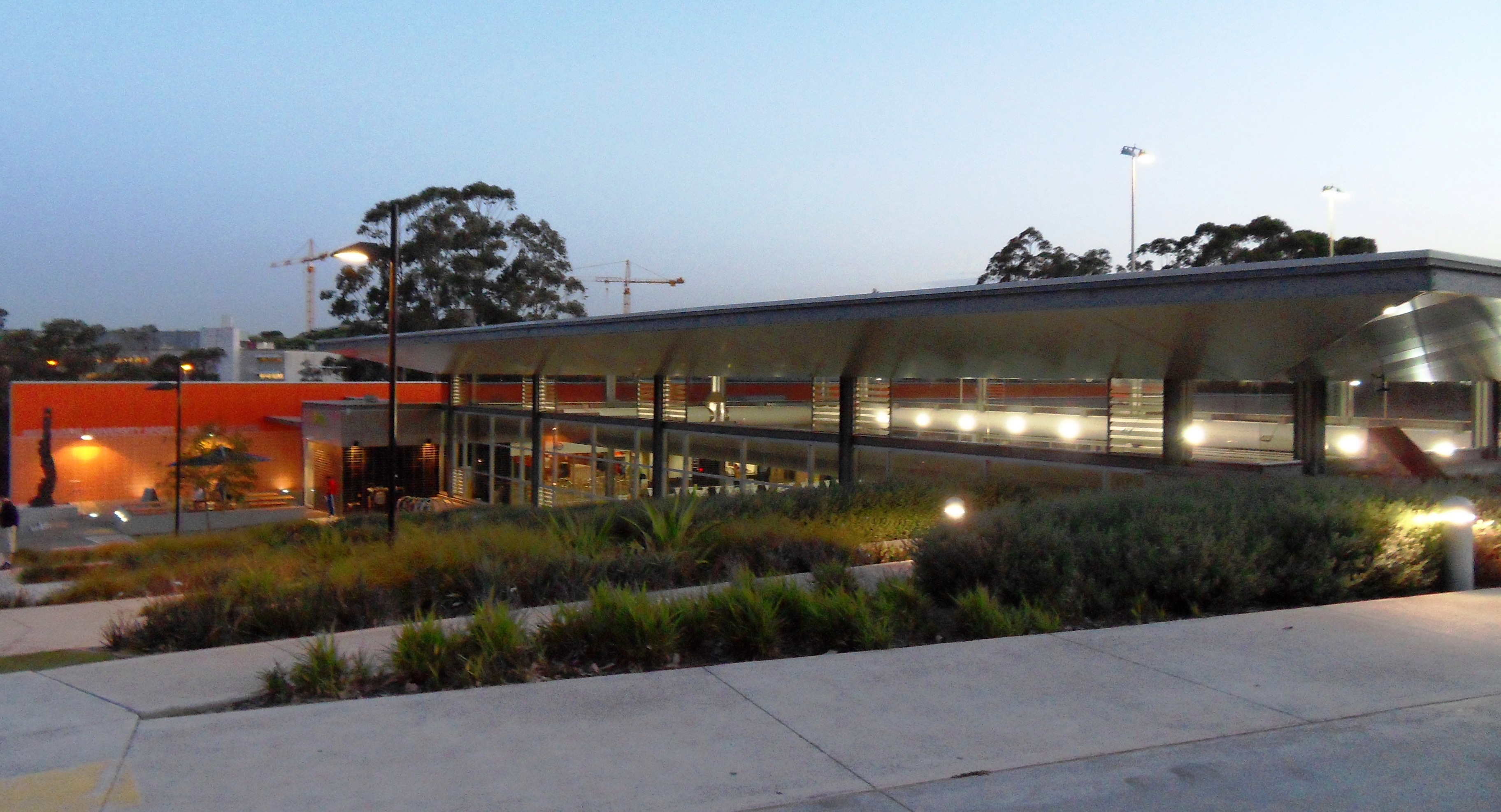
Спортивно-водний центр університету
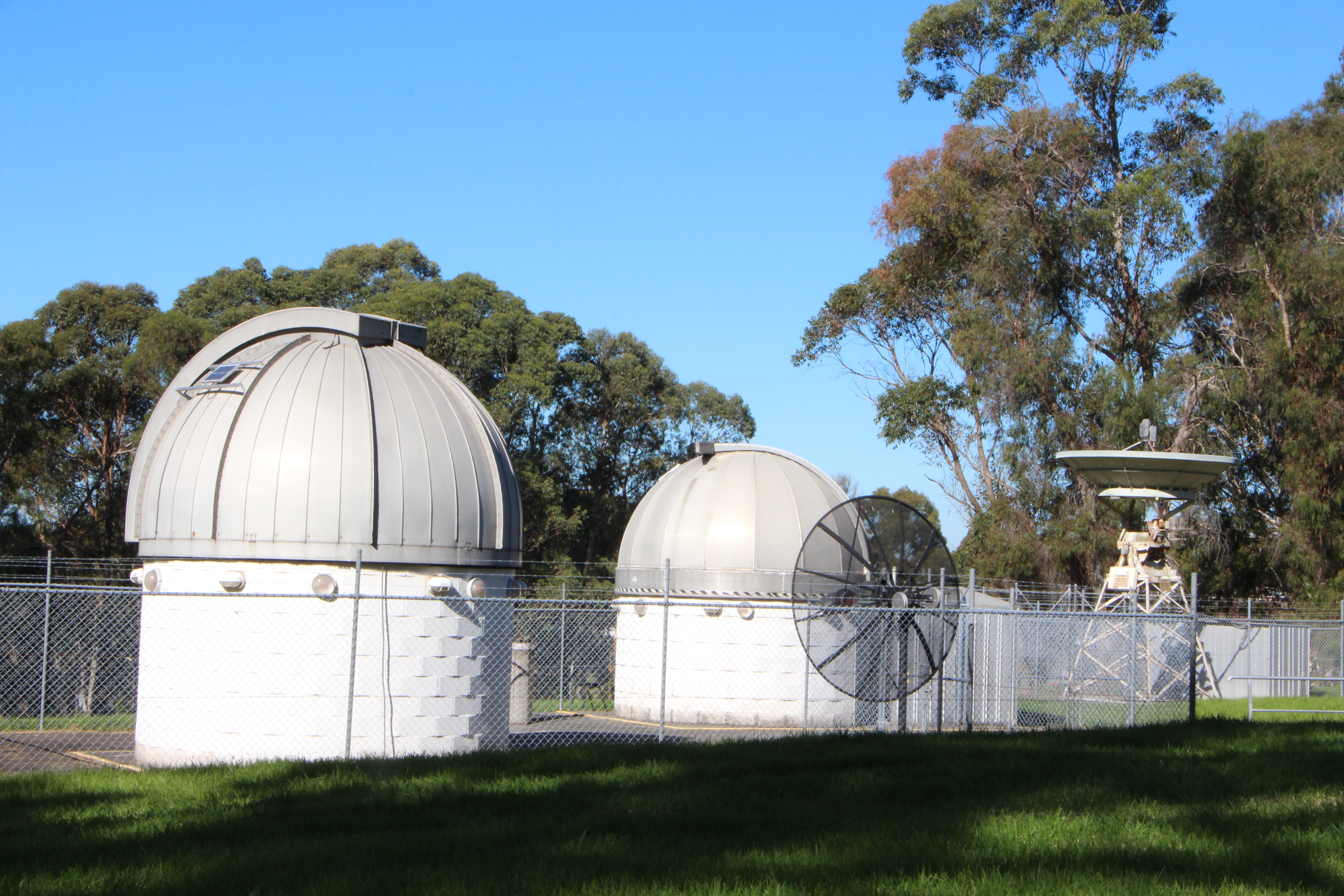
Університетська обсерваторія
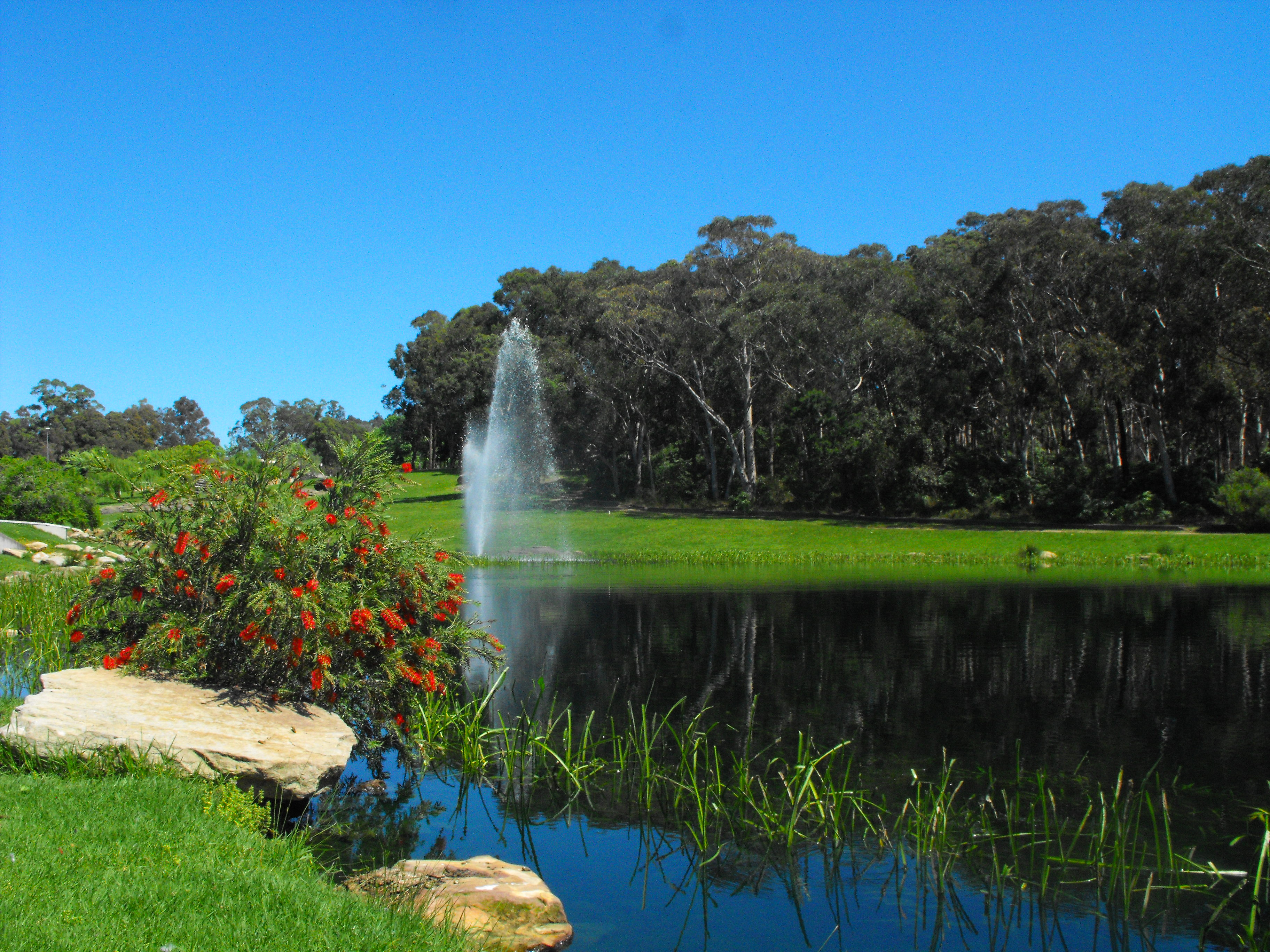
Університетський парк
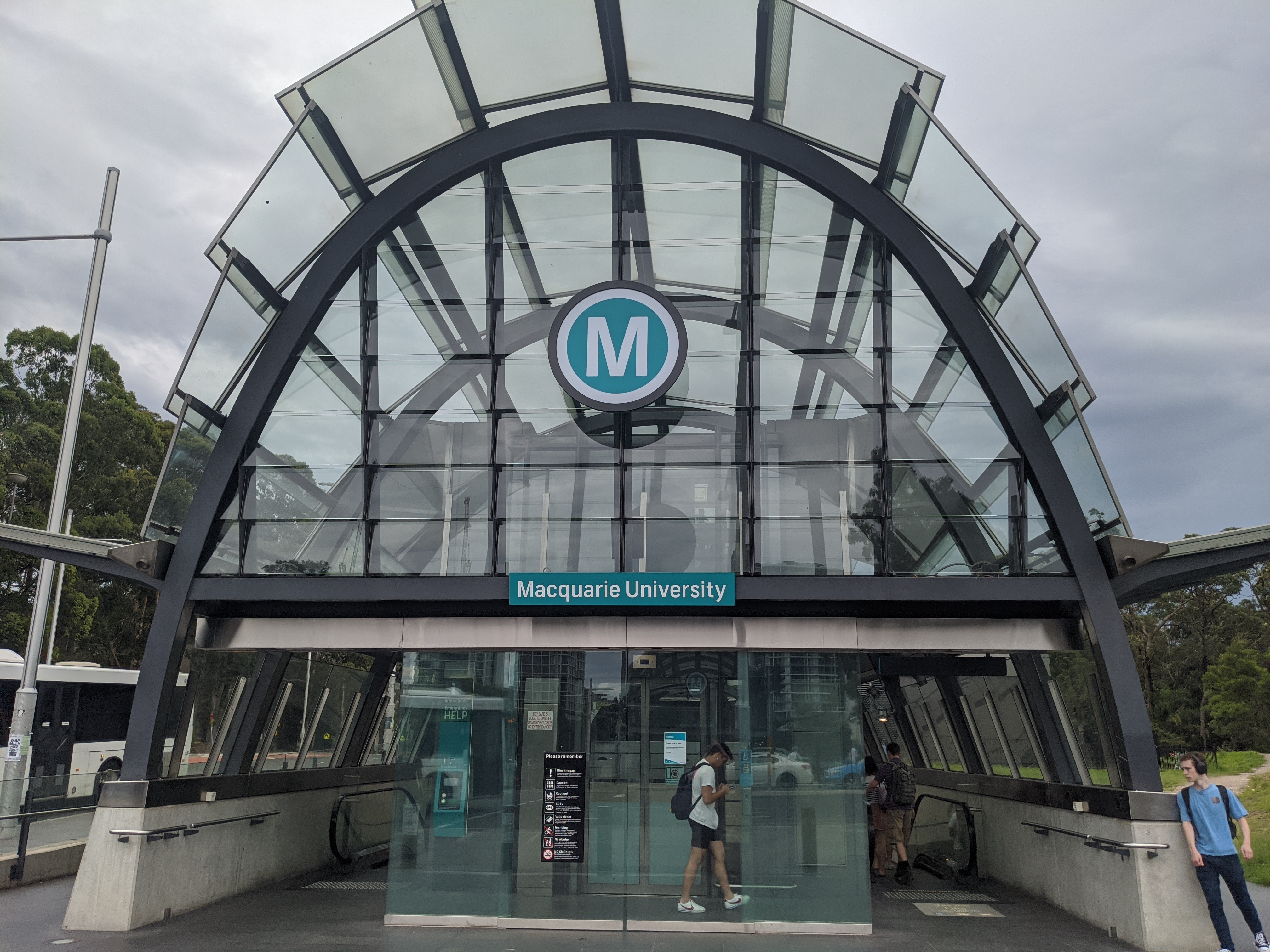
Станція «Університет Маккуорі» Сіднейського метрополітену